# Kabinett Fanfani III
Das Kabinett Fanfani III wurde am 26. Juli 1960 durch Ministerpräsident Amintore Fanfani gebildet und befand sich bis zum 20. Februar 1962 im Amt. Es löste das Kabinett Tambroni ab und wurde durch das Kabinett Fanfani IV abgelöst.

## Kabinett

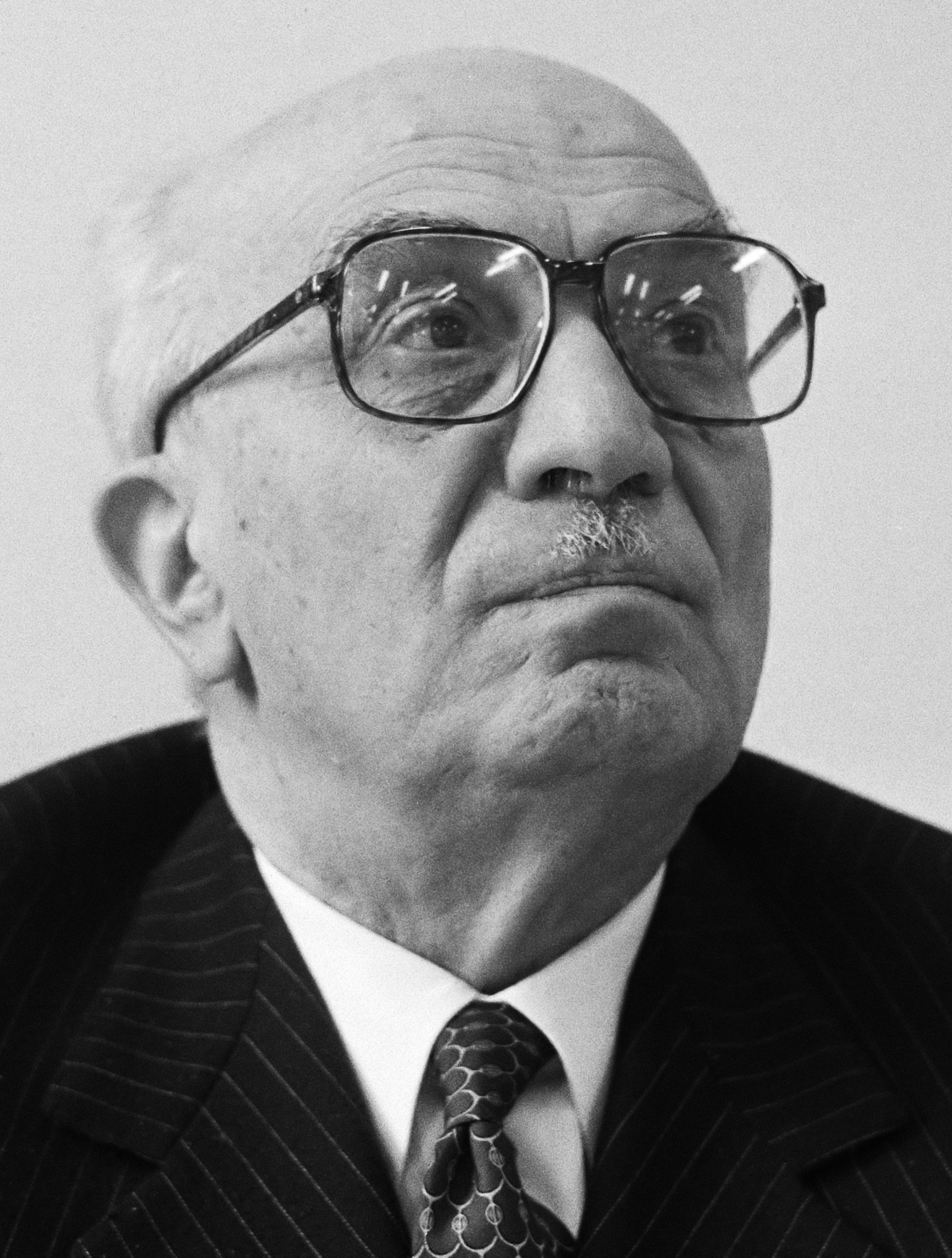
Amintore Fanfani

Dem Kabinett gehörten folgende Minister an:
| Amt                                                                       | Name                       | Parlamentsmandat        | Anmerkungen                                                                             |
| ------------------------------------------------------------------------- | -------------------------- | ----------------------- | --------------------------------------------------------------------------------------- |
| Ministerpräsident                                                         | Amintore Fanfani           | Camera dei deputati     |                                                                                         |
| Vize-Ministerpräsident                                                    | Attilio Piccioni           | Senato della Repubblica |                                                                                         |
| Minister beim Ministerpräsidenten                                         | Giulio Pastore             | Camera dei deputati     | zugleich Vorsitzender des Ministerausschusses für Süditalien und benachteiligte Gebiete |
| Minister ohne Geschäftsbereich für die Reform der öffentlichen Verwaltung | Tiziano Tessitori          | Senato della Repubblica |                                                                                         |
| Minister ohne Geschäftsbereich für die Beziehungen zum Parlament          | Giuseppe Codacci Pisanelli | Camera dei deputati     |                                                                                         |
| Außenminister                                                             | Antonio Segni              | Camera dei deputati     |                                                                                         |
| Innenminister                                                             | Mario Scelba               | Camera dei deputati     |                                                                                         |
| Justizminister                                                            | Guido Gonella              | Camera dei deputati     |                                                                                         |
| Haushaltsminister                                                         | Giuseppe Pella             | Camera dei deputati     |                                                                                         |
| Finanzminister                                                            | Giuseppe Trabucchi         | Senato della Repubblica |                                                                                         |
| Schatzminister                                                            | Emilio Paolo Taviani       | Camera dei deputati     |                                                                                         |
| Verteidigungsminister                                                     | Giulio Andreotti           | Camera dei deputati     |                                                                                         |
| Minister für öffentlichen Unterricht                                      | Giacinto Bosco             | Senato della Repubblica |                                                                                         |
| Minister für öffentliche Arbeiten                                         | Benigno Zaccagnini         | Camera dei deputati     |                                                                                         |
| Minister für Landwirtschaft und Forsten                                   | Mariano Rumor              | Camera dei deputati     |                                                                                         |
| Verkehrsminister                                                          | Giuseppe Spataro           | Camera dei deputati     |                                                                                         |
| Minister für Post und Telekommunikation                                   | Lorenzo Spallino           | Senato della Repubblica |                                                                                         |
| Minister für Industrie und Handel                                         | Emilio Colombo             | Camera dei deputati     |                                                                                         |
| Minister für Arbeit und Sozialversicherung                                | Fiorentino Sullo           | Camera dei deputati     |                                                                                         |
| Außenhandelsminister                                                      | Mario Martinelli           | Camera dei deputati     |                                                                                         |
| Minister für die Handelsmarine                                            | Angelo Raffaele Jervolino  | Senato della Repubblica |                                                                                         |
| Minister für staatliche Beteiligungen                                     | Giorgio Bo                 | Senato della Repubblica |                                                                                         |
| Gesundheitsminister                                                       | Camillo Giardina           | Senato della Repubblica |                                                                                         |
| Minister für Tourismus und Veranstaltungen                                | Alberto Folchi             | Camera dei deputati     |                                                                                         |